# Картер, Энн
Энн Картер (англ. Anne P. Carter) — американский экономист.

## Биография
Бакалавр Квинс-колледжа (1945), магистр (1946) и доктор философии (1949) Гарвардского университета. Профессор экономики университета Брендейс (г. Уолтхэм, шт. Массачусетс).

## Основные произведения
- Картер, Анна. Изменение структуры американской экономики 1947—1958 гг. : (Исследование Гарвардского ун-та) / Пер. А. Цыгичко ; Госплан СССР. Науч.-исслед. экон. ин-т. — [Москва] : [Сектор зарубежной экон. информации], [1968]. — 55 с. : черт.
- «Структурные изменения в американской экономике» (Structural Change in the American Economy, Harvard University Press,1970);
- Several books on input-output analysis or techniques. В соавторстве с А. Броди, 1970.
- Energy and the Environment, A Structural Analysis. University Press of New England, 1976.
- «Будущее мировой экономики» (The Future of the World Economy, 1977, Oxford University Press; в соавторстве с В. Леонтьевым и П. Петри);